# 林鴻信
林鴻信（1955年12月20日－），出生於台中市，父母為林東薰、江錦華長老，成長於忠孝路基督長老教會，先後就讀於台灣大學、台灣神學院、美國富勒神學院與耶魯神學院，後於一九九〇年獲得德國圖賓根大學神學博士學位並於一九九八年獲英國諾丁漢大學哲學博士學位，主修神學、哲學。一九九〇起任教於台灣神學院，歷經系統神學助理教授、副教授、教授以及牧育主任、教會與社會系主任、教務主任、代行院長、院長、信徒神學系主任、基督教研究思想中心主任、神碩博主任等職。

## 學歷
- 1977 台灣大學哲學系 B.A.(1973-1977)
- 1984 Fuller Theological Seminary M.A.
- 1985 台灣神學院 M.Div.
- 1986 Yale Divinity School S.T.M.
- 1990 德國杜賓根大學 (Tübingen University) 系統神學博士 (Dr.Theol.)。論文題目是:

‘Person des Heiligen Geistes als Thema der Pneumatologie in der reformierten Theologie’.（Tuebingen, D.Theol Dissertation）

- 1998 英國諾丁漢大學(Nottingham University)博士 (Ph.D.)。論文題目是:

‘The Relevance of Hermeneutical Theory in Heidegger, Gadamer, Wittgenstein and Ricoeur for the Concept of Self in Adult Education’，博士論文內容，是將詮釋學應用在成人教育的理論，其中有關「自我」觀念的論述。

## 經歷
- 台灣神學院教授（曾任院長） 1990-
- 東海大學宗教研究所兼任教授 2001-2003
- 香港漢語基督教文化研究所訪問學者 2003
- 新加坡三一神學院客座教授 2004
- 台灣大學哲學系兼任教授 2007-

- 林鴻信：馬偕對台灣教會期待是海外宣教 （页面存档备份，存于）